# Río Cravo Norte
Río Cravo Norte är ett vattendrag i Colombia.   Det ligger i departementet Arauca, i den nordöstra delen av landet, 500 km öster om huvudstaden Bogotá.